# Pedro Ernesto Denardin
Pedro Ernesto Denardin (Porto Alegre, 6 de fevereiro de 1950) é um jornalista e locutor esportivo gaúcho de rádio que narra jogos de futebol e atualmente trabalha na Rádio Gaúcha. É o narrador titular e diretor de esportes. Possui uma coluna na Zero Hora. 
Desde 2012 é o mediador do programa Sala de Redação, considerado um dos maiores fenômenos do rádio esportivo brasileiro.

## Trajetória

### Rádio
Antes da profissionalização, já sentia que tinha vocação para narrador ao acompanhar e comentar os jogos de várzea. O início da carreira se deu com um concurso promovido pela Rádio Gaúcha para encontrar um novo talento para as narrações dos jogos. Entre 32 participantes, ele foi um dos dois finalistas. Como a vaga era única, Nilton Azambuja ocupou o lugar de narrador e Pedro Ernesto foi aproveitado pela RBS em outra emissora da rede, a Rádio Farroupilha.
Com a supervisão de grandes nomes do rádio, como Mendes Ribeiro e Flávio Alcaraz Gomes, Pedro Ernesto começou como repórter e chegou a chefe de reportagem da Farroupilha. Durante os seis meses que esteve lá, teve que enfrentar a repressão dos militares, que supervisionavam a programação.
Desde que foi transferido para a Rádio Gaúcha, vem trabalhando com esportes. Suas narrações já apresentavam naquela época o estilo bem humorado e ousado, como ele mesmo gosta de definir. Reforçou o time de locutores esportivos da emissora, liderado por Haroldo de Souza, e enfrentou concorrência de peso, como Armindo Antônio Ranzolin e Milton Ferretti Jung, na época representantes da Rádio Guaíba. É Demaaaais! é um de seus bordões.
Tornou-se narrador titular da emissora no final de 1995, com a aposentadoria de Armindo Antônio Ranzolin. 
Em 1984, ingressou na "Rádio Sucesso" , emissora criada três anos antes por Antônio Carlos Contursi (o Cascalho), Bertoldo Lauer Filho e Noé Cardoso, que haviam comprado a antiga emissora Rádio Porto Alegre. O primeiro time da Rádio Sucesso contava, além de Pedro Ernesto Denardin, com outros locutores conhecidos como Wianey Carlet, João Garcia, Nilton Azambuja e Paulo Mesquita. A programação abordava basicamente notícias e esportes. Permaneceu lá por cerca de quatro meses, indo depois para a Rádio Bandeirantes. Sua experiência inclui a cobertura de grandes eventos esportivos, como Olimpíadas, Copa do Mundo e jogos bastante importantes para os torcedores brasileiros.
Entre os projetos que ajudou a criar está o programa Show dos Esportes. A proposta foi idealizada por Adão Oliveira com a supervisão de Ruy Carlos Ostermann, que era na época o chefe da rádio. A primeira versão contava com a colaboração de quase todos os repórteres da  Rádio Gaúcha, sempre com Pedro Ernesto como âncora.

### Jornal
Pedro Ernesto foi colunista de esportes do jornal Diário Gaúcho desde a criação do jornal, em 2000, até 2017, quando deixou este veículo do Grupo RBS, passando a se dedicar apenas ao jornal Zero Hora e à Rádio Gaúcha.

### Prêmios
- Revista Amanhã - Top of Mind de 2014, 2017, 2018 - Categoria Locutor Esportivo de Rádio[5][6][7].
- Medalha do Mérito Farroupilha[3]